# Michel Simon
Michel Simon (Genebra, 9 de abril de 1895 — Bry-sur-Marne, 30 de maio de 1975) foi um ator suíço. Era o pai do também ator François Simon.

## Vida
Iniciou na carreira artística em 1912, como mágico, palhaço e acrobata num show chamado Ribert's and Simon's, no cassino de Montreuil-sous-Bois.
Em 1967, ganhou o Urso de Prata de melhor ator no 17º Festival Internacional de Cinema de Berlim por sua atuação em Le vieil homme et l'enfant.
Michel Simon morreu aos 80 anos, no Hospital Saint-Camille de Bry-sur-Marne, vítima de embolia pulmonar.

## Filmografia parcial
- 1928 La passion de Jeanne d'Arc por Carl Theodor Dreyer
- 1931 On purge bébé por Jean Renoir
- 1931 La chienne por Jean Renoir … Maurice Legrand
- 1932 Boudu sauvé des eaux por Jean Renoir … Priape Boudu
- 1933 High and Low por G. W. Pabst
- 1934 L'Atalante por Jean Vigo … Velho Jules
- 1937 Drôle de drame por Marcel Carné … Irwin Molyneux
- 1938 Les disparus de Saint-Agil por Christian-Jaque … Lemel, o professor de desenho
- 1939 Quai des brumes por Marcel Carné … Zabel
- 1939 Le dernier tournant
- 1939 Fric-Frac por Claude Autant-Lara & Maurice Lehmann … Jo
- 1940 Les musiciens du ciel
- 1940 La comédie du bonheur por Marcel L'Herbier … M. Jourdain
- 1941 The Story of Tosca por Carl Koch … Scarpia
- 1946 Panic por Julien Duvivier … Monsieur Hire
- 1947 Les Amants du pont Saint-Jean
- 1949 Fabiola
- 1950 La beauté du diable por René Clair … Mephistopheles/velho professor Henri Faust
- 1951 La poison por Sacha Guitry … Paul-Louis Victor Braconnier
- 1955 The Impossible Mr. Pipelet por André Hunebelle … Maurice Martin
- 1960  Pierrot la tendresse por François Villiers … Pierrot
- 1962 Le diable et les dix commandements por Julien Duvivier
- 1964 The Train por John Frankenheimer
- 1967 Le vieil homme et l'enfant por Claude Berri … Pepe
- 1971 Blanche por Walerian Borowczyk
- 1972 La plus belle soirée de ma vie por Ettore Scola … advogado Zorn
- 1975 L'ibis rouge por Jean-Pierre Mocky … Zizi (com Michel Serrault e Michel Galabru)